# Metepeira gressa
Metepeira gressa là một loài nhện trong họ Araneidae.
Loài này thuộc chi Metepeira. Metepeira gressa được Eugen von Keyserling miêu tả năm 1892.